# Buenos días, condesita
Buenos días, condesita és una pel·lícula espanyola dirigida per Luis César Amadori i estrenada en 20 de febrer de 1967. Algunes de les cançons de la pel·lícula van ser compostes per Los Brincos. Aquesta pel·lícula va ser la tercera participació de Rocío Dúrcal amb Gracita Morales. De fet, en aquesta pel·lícula Rocío torna a aparèixer en pantalla amb Gracita i un altre parell d'actors que anteriorment havien treballat amb ella a Más bonita que ninguna.

## Argument
María (Rocío Dúrcal) es guanya la vida atenent el negoci del seu avi venent discos en un lloc a el Rastro. Els seus companys de venda l'anomenen "Condesita", pels seus bons modals. El seu sobrenom li dona l'ocasió d'iniciar un tracte amb un jove que, per a obtenir els diners del seu oncle, necessita demostrar que té una relació formal amb una jove adinerada. En finalitzar el tracte, l'afició al cant i les bones interpretacions de "Condesita" li permeten començar a tenir contractes musicals i millorar la seva condició econòmica. Quan l'amor entra en el seu cor, la sort li somriu i pot sostenir la farsa que va començar com un joc.

## Repartiment
- Rocío Dúrcal - María
- Vicente Parra - Ramiro
- Gracita Morales - Mariuxa
- Paquito Cano
- Aurora Redondo - Tía Magdalena
- Ana María Custodio
- Carlos Casaravilla
- Antonio Riquelme
- Luis Morris
- Rafael Bardem
- Pilar Gómez Ferrer
- Juan Antonio Riquelme
- Jesús Guzmán
- Fernando Nogueras
- Nicolás D. Perchicot
- Josefina Serratosa
- Miguel Armario
- Valentín Tornos
- Pilar Bardem
- Pilar Gómez Redondo

## Banda sonora
La banda sonora de la pel·lícula no va aconseguir la mateixa fama que les seves produccions anteriors però va aconseguir passar a la posteritat per la cançó Cartel de publicidad. Novament Rocío interpreta cançons de Los Brincos que tanta fama li van donar des de l'inici de la seva carrera. També interpreta Siempre allibera, un fragment de La traviata de Giuseppe Verdi, en el que mostra els seus dots de soprano.
- Flores, Flores
- Creo en ti
- Que va a ser de mi
- Cartel de publicidad
- Contenta
- Siempre Libera
- Viejo Madrid
- Tarantos y verdiales
- El rey que rabió (amb Gracita Morales)

## Premis
Als Premis del Sindicat Nacional de l'Espectacle de 1966 va rebre el premi a la millor actriu (Rocío Dúrcal).